# Baseball na Letnich Igrzyskach Olimpijskich 1984
Baseball na Letnich Igrzyskach Olimpijskich 1984 w Los Angeles został rozegrany w dniach od 31 lipca do 7 sierpnia jako sport demonstracyjny podczas tej edycji letnich igrzysk olimpijskich. W towarzyskim turnieju udział wzięło 8 drużyn męskich. W finale reprezentacja Japonii pokonała drużynę gospodarzy 6:3.

## Rezultaty zawodów

### Dywizja biała
| Poz. | Drużyna           | Mecze | Zwycięstwa | Porażki | Zdobyte pkt | Stracone pkt | % zwycięstw |
| ---- | ----------------- | ----- | ---------- | ------- | ----------- | ------------ | ----------- |
| 1    | Stany Zjednoczone | 3     | 3          | 0       | 30          | 2            | 1.000       |
| 2    | Chińskie Tajpej   | 3     | 2          | 1       | 24          | 3            | .666        |
| 3    | Włochy            | 3     | 1          | 2       | 11          | 33           | .333        |
| 4    | Dominikana        | 3     | 0          | 3       | 8           | 35           | .000        |

| 31 lipca |      |            |
| Włochy   | 10:7 | Dominikana |

| 31 lipca          |     |                 |
| Stany Zjednoczone | 2:1 | Chińskie Tajpej |

| 2 sierpnia      |      |            |
| Chińskie Tajpej | 13:1 | Dominikana |

| 2 sierpnia        |      |        |
| Stany Zjednoczone | 16:1 | Włochy |

| 4 sierpnia        |      |            |
| Stany Zjednoczone | 12:0 | Dominikana |

| 4 sierpnia      |      |        |
| Chińskie Tajpej | 10:0 | Włochy |

### Dywizja niebieska
| Poz. | Drużyna          | Mecze | Zwycięstwa | Porażki | Zdobyte pkt | Stracone pkt | % zwycięstw |
| ---- | ---------------- | ----- | ---------- | ------- | ----------- | ------------ | ----------- |
| 1    | Japonia          | 3     | 2          | 1       | 25          | 7            | .666        |
| 2    | Korea Południowa | 3     | 2          | 1       | 10          | 9            | .666        |
| 3    | Nikaragua        | 3     | 1          | 2       | 11          | 29           | .333        |
| 4    | Kanada           | 3     | 1          | 2       | 10          | 11           | .333        |

| 1 sierpnia |     |        |
| Nikaragua  | 4:3 | Kanada |

| 1 sierpnia |     |                  |
| Japonia    | 2:0 | Korea Południowa |

| 3 sierpnia       |     |        |
| Korea Południowa | 3:1 | Kanada |

| 3 sierpnia |      |           |
| Japonia    | 19:1 | Nikaragua |

| 5 sierpnia |     |         |
| Kanada     | 6:4 | Japonia |

| 5 sierpnia       |     |           |
| Korea Południowa | 7:6 | Nikaragua |

### Półfinały
| 6 sierpnia |     |                 |
| Japonia    | 2:1 | Chińskie Tajpej |

| 6 sierpnia        |     |                  |
| Stany Zjednoczone | 5:2 | Korea Południowa |

### Mecz o 3. miejsce
| 7 sierpnia      |     |                  |
| Chińskie Tajpej | 3:0 | Korea Południowa |

### Finał
| 7 sierpnia |     |                   |
| Japonia    | 6:3 | Stany Zjednoczone |

## Klasyfikacja końcowa drużyn
| Poz. | Drużyna           |
| ---- | ----------------- |
| 1    | Japonia           |
| 2    | Stany Zjednoczone |
| 3    | Chińskie Tajpej   |
| 4    | Korea Południowa  |
| 5    | Włochy            |
| 6    | Nikaragua         |
| 7    | Kanada            |
| 8    | Dominikana        |